# Minnesota Timberwolves 1990-1991
La stagione 1990-91 dei Minnesota Timberwolves fu la 2ª nella NBA per la franchigia.
I Minnesota Timberwolves arrivarono quinti nella Midwest Division della Western Conference con un record di 29-53, non qualificandosi per i play-off.

## Roster
| N° | Naz.                   | Ruolo | Sportivo        | Anno | Alt. | Peso |
| -- | ---------------------- | ----- | --------------- | ---- | ---- | ---- |
| 1  | Stati Uniti (bandiera) | G     | Scott Brooks    | 1965 | 180  | 75   |
| 4  | Stati Uniti (bandiera) | AC    | Tod Murphy      | 1963 | 206  | 100  |
| 5  | Stati Uniti (bandiera) | GA    | Doug West       | 1967 | 198  | 91   |
| 19 | Stati Uniti (bandiera) | GA    | Tony Campbell   | 1962 | 201  | 98   |
| 20 | Stati Uniti (bandiera) | G     | Jim Thomas      | 1960 | 191  | 86   |
| 22 | Stati Uniti (bandiera) | G     | Tom Garrick     | 1966 | 188  | 84   |
| 23 | Stati Uniti (bandiera) | GA    | Tyrone Corbin   | 1962 | 198  | 95   |
| 24 | Stati Uniti (bandiera) | G     | Pooh Richardson | 1966 | 185  | 82   |
| 25 | Stati Uniti (bandiera) | AC    | Bob Thornton    | 1962 | 208  | 102  |
| 33 | Stati Uniti (bandiera) | A     | Richard Coffey  | 1965 | 198  | 96   |
| 42 | Stati Uniti (bandiera) | A     | Sam Mitchell    | 1963 | 198  | 95   |
| 45 | Stati Uniti (bandiera) | C     | Randy Breuer    | 1960 | 221  | 104  |
| 50 | Stati Uniti (bandiera) | C     | Felton Spencer  | 1968 | 213  | 120  |
| 52 | Stati Uniti (bandiera) | C     | Dan Godfread    | 1967 | 208  | 113  |

## Staff tecnico
- Allenatore: Bill Musselman
- Vice-allenatori: Eric Musselman, Tom Thibodeau